# Ruby Dee
Ruby Dee (27. října 1922 – 11. června 2014) byla americká herečka a aktivistka. Svou filmovou kariéru zahájila koncem čtyřicátých let; mezi její nejznámější role patří například ta ve filmu A Raisin in the Sun (1961). Za svou roli ve filmu Americký gangster z roku 2007 byla coby nejlepší herečka ve vedlejší roli nominována na Oscara. V letech 1948 až 2005 byl jejím manželem herec Ossie Davis. Zemřela v roce 2014 ve věku 91 let.